# Diabrotica cryptochlora
Diabrotica cryptochlora es una especie de insecto coleóptero de la familia Chrysomelidae. Fue descrita en 1956 por Bechyne.